# Mauro Donoso
Mauro Jacddul Donoso Godoy (* 23. Dezember 1971 in Santiago) ist ein ehemaliger chilenischer Fußballspieler auf der Position eines linken Außenverteidigers. 

## Karriere
Mauro Donoso begann seine Karriere 1992 beim CD O’Higgins und wechselte im selben Jahr zu Unión Española. Nach seinem Wechsel zu Deportes Antofagasta ging er nach dem Abstieg des Teams 1996 in die zweite Liga. 1999 wechselte er zu Deportes Concepción und erreichte in der Copa Libertadores 2001 das Achtelfinale. Nach der weiteren Station 2002 bei Audax Italiano zog es den Abwehrspieler nach Neuseeland, wo er erst bei den Football Kingz und dann bei Waitakere City spielte. Zu seinem Karriereende kehrte er nochmal nach Chile zurück, wurde aber anschließend in Neuseeland heimisch, wo er das Frauenteam von Auckland United FC trainierte.